# Formy glacjalne
Formy glacjalne – formy ukształtowania terenu (rzeźba glacifluwialna i rzeźba glacjalna) powstałe w wyniku zarówno niszczącej (egzaracyjnej), jak i budującej (akumulacyjnej) działalności lodowca bądź lądolodu oraz wód glacjalnych.
Do form akumulacyjnych należą m.in.:
- drumliny,
- moreny czołowe,
- równiny moreny dennej,
- ozy,
- kemy,
- sandry.

Do form egzaracyjnych (erozyjnych) należą m.in.:
- rynny polodowcowe,
- kotły lodowcowe
- doliny U-kształtne,
- pradoliny.